# Gentiana hooperi
Gentiana hooperi és una espècie de planta fanerògama que pertany a la família de les gencianàcies (Gentianaceae).

## Descripció
Gentiana hooperi es una planta perenne amb arrel pivotant ramificada. Les tiges són decumbents a suberectes, de 5 a 20 cm de llarg, glabres, simples a poc ramificades.
Les fulles són sèssils, linears, estretament el·líptiques a oblanceolades, de 1,5 a 5 cm de llarg i 2 a 8 mm d'amplada. L'àpex és obtús, base decurrent, el limbe foliar està finament denticulada, cartilaginosa.
Les flors són solitàries a la part terminal de les tiges i de les branques. El calze és glabre, amb el tub de 8 a 16 mm de llarg, tubular, lòbuls erectes, linears a subulats, de 2 a 5 mm de llarg, membrana intacalicinal evident. La corol·la és blanc verdosa a la base, blau porpre cap a la porció superior, amb bandes clares als apèndixs interlobulars, de 3 a 6 cm de llarg. Te un tub campanulat amb la part inferior estreta, lòbuls el·líptic–obovats, de 5 a 10 mm de llarg, àpex obtús, apèndixs interlobulars bicuspidats, de 2 a 4 mm de llarg. Inclosos els estams, les anteres són rectes, de 4 a 5 mm de llarg.
Les càpsules són el·líptiques, de 4 a 6 cm de llarg i les llavors fan entre 2 mm de llarg i 1 mm d'amplada i són alades.

## Distribució i hàbitat
Gentiana hooperi té una distribució restringida a les muntanyes del centre i nord-oest de Mèxic.
En el seu hàbitat és una planta relativament freqüent, forma part de la vegetació de zones humides i llocs inundables en pinedes i boscos d'Abies religiosa, creix a una altitud entre els 2300 i els 3100 m. Floreix quasi tot l'any.

## Taxonomia
Gentiana hooperi va ser descrita per James Scott Pringle i publicat a Sida 7(2): 193, f. 5, a l'any 1977.
Etimologia
Gentiana: Segons Plini el Vell i Dioscòrides Pedaci, el seu nom deriva del de Genci, rei de Il·líria en el segle ii, a qui s'atribuïa el descobriment del valor curatiu de la Gentiana lutea.
hooperi: epítet